# Novyj (Giaginskij rajon)
Novyj (in lingua russa Новый) è un centro abitato dell'Adighezia, situato nel Giaginskij rajon. La popolazione era di 1.275 abitanti al dicembre 2018. Ci sono 19 strade.